# Fall (Borknagar)
Fall è il dodicesimo album in studio del gruppo musicale progressive metal Borknagar, pubblicato nel 2024.

## Tracce
1. Summits – 7:58
2. Nordic Anthem – 5:14
3. Afar – 6:54
4. Moon – 5:51
5. Stars Ablaze – 8:26
6. Unraveling – 4:33
7. The Wild Lingers – 5:34
8. Northward – 9:54

## Formazione
- ICS Vortex (Simen Hestnæs) - voce, basso
- Øystein G. Brun - chitarra, produttore
- Jostein Thomassen - chitarra
- Lars "Lazare" Nedland - voce, tastiere
- Bjørn Dugstad Rønnow - batteria